# Balcázar
Balcázar, también conocida como P.C. Balcázar o Balcázar Producciones Cinematográficas, fue una empresa española dedicada a la producción cinematográfica (1951-1988) que paralelamente también funcionó como estudios cinematográficos (1964-1973).

## Balcázar Producciones Cinematográficas
Balcázar Producciones Cinematográficas fue fundada conjuntamente por los hermanos Alfons, Francisco y Enrique Balcázar, y donde también  colaboró otro de los hermanos, Jesús Balcázar. En 1950 la película histórica Catalina de Inglaterra (1951) marcada por las superproducciones de CIFESA estaba sufriendo serios contratiempos económicos en el rodaje. Alfonso convenció a su padre, Enrique Balcázar, para llevar a buen puerto el filme solucionando estos problemas monetarios.
La siguiente producción Balcázar, Once pares de botas, tardó tres años en aparecer y denotaba una mayor preocupación por la rentabilidad comercial. Estrenada en septiembre de 1954, intentaba amortizar la popularidad del que en aquellos años empezaba a ser el deporte de masas por excelencia: el fútbol.
En estos primeros años, Balcázar cumple una importante función, dando oportunidades a jóvenes valores del cine español. En 1955 se da la alternativa a Josep María Forn y Julio Coll con Yo maté y Nunca es demasiado tarde.
En 1956 empieza la dedicación más intensiva a las coproducciones, en especial con Italia.
Balcázar Producciones Cinematográficas, junto con la I.F.I de Ignacio F. Iquino, se considera la más activa y duradera de las empresas de producción de películas radicadas en Barcelona.

### Filmografía[1]
- 1951: Catalina de Inglaterra. Dir.: Arturo Ruiz Castillo.
- 1954: Once pares de botas. Dir.: Francesc Rovira-Beleta.
- 1955: Yo maté. Dir.: Josep Maria Forn.
- 1955: Nunca es demasiado tarde. Dir.: Julio Coll.
- 1957: El aventurero. Dir.: Kenneth Hume.
- 1958: La muralla. Dir.: Luis Lucia.
- 1959: Charleston. Dir.: Tulio Demicheli.
- 1959: La encrucijada. Dir.: Alfonso Balcázar.
- 1960: Fiesta en Pamplona. Dir.: José Luis Font.
- 1960: ¿Dónde vas, triste de ti?. Dir.: Alfonso Balcázar.
- 1961: Velázquez. Dir.: José Luis Font.
- 1961: Los castigadores. Dir.: Alfonso Balcázar.
- 1962: El toro, vida y muerte. Dir.: Jaime Camino.
- 1962: Tierra de fuego. Dir.: José Luis Font.
- 1963: Noches de Casablanca. Dir.: Henry Decoin.
- 1964: Piso de soltero. Dir.: Alfonso Balcázar.
- 1965: Le Tigre se parfume à la dynamite. Dir.: Claude Chabrol.
- 1965: La dama de Beirut. Dir.: Alfonso Balcázar.
- 1966: Cuatro dólares de venganza. Dir.: Jaime Jesús Balcázar.
- 1966: Superargo, el hombre enmascarado. Dir.: Nick Nostro.
- 1966: <i id="mwSg">Surcouf, l'eroe dei sette mari</i>. Dir.:  Sergio Bergonzelli, Roy Rowland.
- 1967: Entre las redes (Coplan). Dir.: Riccardo Freda.
- 1967: Destino: Estambul 68. Dir.: Miguel Iglesias.
- 1968: Sonora. Dir.: Alfonso Balcázar.
- 1969: Palabras de amor. Dir.: Antonio Ribas.
- 1969: Españolear. Dir.: Jaime Jesús Balcázar.
- 1970: ¿Quién soy yo?. Dir.: Ramón Fernández.
- 1971: El misterio de la vida. Dir.: Jaime Jesús Balcázar.
- 1972: El retorno de Clint el Solitario. Dir.: Alfonso Balcázar.
- 1974: Los inmorales. Dir.: Alfonso Balcázar.
- 1975: El despertar de los sentidos. Dir.: Manuel Esteba.
- 1975: Las primeras experiencias. Dir.: Alfonso Balcázar.
- 1976: Deseo. Dir.: Alfonso Balcázar.
- 1980: Estigma. Dir.: José Ramón Larranz.
- 1981: Violación inconfensable. Dir.: Miguel Iglesias.
- 1983: En secreto... Amor. Dir.: José María Nunes.
- 1985: Locas vacaciones. Dir.: Hubert Frank.
- 1985: Acosada (El hombre que regresó de la muerte). Dir.: Sebastián d'Arbó.

## Balcázar Estudios Cinematográficos
El año 1964 fue decisivo para la evolución de la compañía Balcázar, puesto que es cuando se decidió construir en Esplugas de Llobregat unos estudios para dedicarlos exclusivamente a un intenso plan de producción y coproducción. Nacieron los Balcázar Estudios Cinematográficos, vulgarmente conocidos por Esplugas City.

### Filmografía[1]
- 1964: Minnesota Clay. Dir.: Sergio Corbucci.
- 1964: Oeste nevada Joe. Dir.: Ignacio F. Iquino.
- 1965: Cinco pistolas de Texas. Dir.: Juan Xiol Marchal.
- 1966: Cuatro dólares de venganza. Dir.: Jaime Jesús Balcázar.
- 1967: La piel quemada. Dir.: Josep María Forn.
- 1967: Mañana será otro día. Dir.: Jaime Camino.
- 1968: España otra vez. Dir.: Jaime Camino.
- 1968: Nocturn 29. Dir.: Pere Portabella.
- 1968: Sexperiencias. Dir.: José María Nunes.
- 1969: La banda de los tres crisantemos. Dir.: Ignacio F. Iquino.
- 1969: Las crueles. Dir.: Vicente Aranda.
- 1970: Veinte pasos para la muerte. Dir.: Manuel Esteba.
- 1971: Un colt por cuatro cirios. Dir.: Ignacio F. Iquino.
- 1972: La novia ensangrentada. Dir.: Vicente Aranda.
- 1972: La tumba de la isla maldita. Dir.: Juli Salvador.
- 1973: Los Kalatrava contra el imperio del Kárate. Dir.: Manuel Esteba.

## Archivos
La Filmoteca de Cataluña conserva un fondo que incluye algunas fotografías de Balcázar Estudios y de las instalaciones de Esplugas City. También se conservan los fondos de Miquel Iglesias, Julio Salvador, Josep Maria Forn, Jaime Ando y Francesc Rovira-Beleta, cineastas que han sido estrechamente relacionados con Balcázar.
En el repositorio de la Filmoteca se pueden consultar las colecciones de carteles, programas de mano y fotografías sobre la filmografía realizada a Balcázar.